# Fräcka fredag
Fräcka fredag var ett TV-program som sändes på TV2 på fredagkvällarna 8 april–13 maj 1988 med sexologen Malena Ivarsson som programledare. Producent var Sixten Svensson. Totalt gjordes sex program.
I programmen visades varje gång en erotisk kortfilm (26 minuter) ur den franska serien Série rose. I första programmet visades filmen La Serre. I det femte programmet medverkade skådespelaren Ole Söltoft i studion eftersom de danska gladporrfilmerna i Mazurka-serien fortfarande var de populäraste uthyrningsfilmerna.